# AMX-10P
AMX-10P je francusko borbeno vozilo pješaštva. Razvoj AMX-10P vozila započeo je 1965. godine s ciljem zamijene starijeg AMX-VCI. Prvi prototip je završen 1968. godine. Nakon ispitivanja i poboljšavanja prototipa, serijska proizvodnja započela je 1972. godine, a sljedeće godine je dostavljen prvi primjerak francuskoj vojsci. Do sada je ukupno napravljeno oko 1810 primjeraka ovog vozila. Zadnji primjerak proizveden je 1994. godine. Francuska vojska je svoje AMX-10P nadogradila od 2006. – 2008. godine s novim motorom i jačim oklopom.

## Naoružanje
Glavno naoružanje čini Giat Industries M693 20 mm top koji je ugrađen u dvočlanu kupolu Toucan II, koju također proizvodi Giat Industries. Top je opremljen s dvostrukim sustavom punjenja s dvije vrste streljiva: razornim i probojnim granatama. Borbeni komplet za top sadrži 326 granata, od čega ih je 260 razornih i 65 probojnih. Top koristi granate Hispano-Suiza HS 820. Može se i određivati brzina paljbe ovisno o potrebi, a najveća brzina paljbe iznosi 700 granata u minuti. Za pokretanje zatvarača topa koriste se barutni plinovi. Najveći djelotvorni domet topa je oko 1500 metara. Kupola je postavljena na sredini vozila, malo pomaknuta ulijevo. Zapovjednik sjedi lijevo, a topnik desno. Ukupna težina kupole sa streljivom iznosi 1312 kg.
Zapovjednik je opremljen s M371 dnevnim vizorom s povećanjem od 1 puta i 6 puta, izravnim vizorom za protuzrakoplovnu namjenu i jedan dodatnim vizorom za izravnu paljbu. Topnik ima OB-40 dnevno/noćni periskop, koji po danu ima uvećanje od 6 puta i noćno uvećanje od 5 puta. Zapovjednik i topnik imaju okretni periskop za motrenje u svih 360o oko vozila.
Iznad 20 mm M693 topa je postavljena odvojiva 7,62 mm strojnica, najveće brzine paljbe 900 metaka u minuti i maksimalnim efektivnim dometom od 1000 metara. Od streljiva za strojnicu, 900 je smješteno u kupoli, a 200 je spremno za uporabu. Zajedno s topom i strojnicom montirani su i električki pokretani 80 mm bacači dimne zavjese.
Osnovna inačica AMX-10P vozila u službi nosi i dva lansera protuoklopnih vođenih raketa MILAN s ukupno deset raketa. Time se otklanja nedostatak protuoklopnog oružja i povećava ubojitost i iskoristivost vozila. Lanseri za MILAN rakete postavljaju se na krov kupole, na svaku stranu kupole po jedan. Maksimalan domet rakete MILAN je 2000 metara.

## Oklop
Tijelo i kupola AMX-10P borbenog oklopnog vozila napravljeni su od aluminijskih ploča koje su spojene varenjem. Aluminij je odabran kao materijal oklopa zbog svoje lakoće. Tako se postigla zadovoljavajuća razina oklopne zaštite i masa zadržala na prihvatljivoj razini. Tako ovaj oklop štiti posadu vozila od vatre lakog streljačkog naoružanja i krhotina granata. Ovaj se oklop dokazao dostatnim na bojištu zbog visoke uporabe protuoklopnih vođenih i nevođenih raketa s jakim kumulativnim bojnim glavama koje bez problema probijaju i puno deblji oklop od onoga na AMX-10P. Kao dodatnu pasivnu zaštitu mogu se postaviti dodatne ploče oklopa i eksplozivno-reaktivni oklop (skraćeno ERA). Vozilo je opremljeno s NBK sustavom zaštite koji se sastoji od opreme za zaštitu i NBK detektora.

## Korisnici
- Bosna i Hercegovina - 25[1]
- Francuska - oko 650[1]
- Grčka - 96 (povučeni)[1]
- Indonezija - 34[1]
- Irak - oko 100[1]
- Katar - 40[1]
- Maroko[2]
- Meksiko[2]
- Saudijska Arabija - oko 570[1]
- Singapur - 44 (povučeni)[1]
- Ujedinjeni Arapski Emirati[2]

## Vanjske poveznice
- AMX-10P from 2sd GC in Germany in 1989
- topgun.rin.ru
- inetres.com